# Шорт-трек на зимових Олімпійських іграх 2022 — 500 метрів (чоловіки)
Змагання з шорт-треку на дистанції 500 метрів серед чоловіків на зимових Олімпійських іграх 2022 відбудуться 11 лютого (попередні заїзди) і 13 лютого (фінали) у Столичному палаці спорту в Пекіні (КНР).
Чинний олімпійський чемпіон - У Дацзін. Володар бронзової медалі Ігор-2018 Лім Хе Джун теж кваліфікувався на Олімпіаду, але цього разу представлятиме Китай, а не Південну Корею. Лю Шаоан виграв Чемпіонат світу 2021 року на дистанції 500 м, а Семен Єлістратов і П'єтро Сігель вибороли, відповідно, срібну та бронзову нагороди. Проте, багато провідних спортсменів не змагалися на тому чемпіонаті. Лю Шандор Шаолінь очолював залік Кубка світу 2021–2022 після чотирьох змагань на 500 м, що відбулися перед Олімпійськими іграми. За ним розмістилися У Дацзін і Жень Цзивей. А ще У Дацзін станом на початок Олімпіади був світовим рекордсменом на цій дистанції.

## Рекорди
Перед цими змаганнями світовий і олімпійський рекорди були такими:
| Світовий рекорд     | У Дацзін (CHN) | 39.505 | Солт-Лейк-Сіті (США)    | 11 листопада 2018 |
| Олімпійський рекорд | У Дацзін (CHN) | 39.584 | Каннин (Південна Корея) | 22 лютого 2018    |

## Результати

### Попередні заїзди
| Місце | Заїзд | Ім'я              | Країна                     | Час      | Нотатки |
| ----- | ----- | ----------------- | -------------------------- | -------- | ------- |
| 1     | 1     | Лю Шандор Шаолінь | Угорщина                   | 40.948   | Q       |
| 2     | 1     | Себастьян Лепап   | Франція                    | 42.081   | Q       |
| 3     | 1     | Кота Кікуті       | Японія                     | 42.176   |         |
| 9     | 1     | Лі Джун Со        | Південна Корея             | 99       | PEN     |
| 1     | 2     | Жень Цзивей       | Китай                      | 40.669   | Q       |
| 2     | 2     | Аділь Галіахметов | Казахстан                  | 40.722   | Q       |
| 3     | 2     | Брендан Корі      | Австралія                  | 41.097   |         |
| 4     | 2     | Максім Лаун       | Канада                     | No time  |         |
| 1     | 3     | Стівен Дюбуа      | Канада                     | 40.399   | Q       |
| 2     | 3     | Павло Ситніков    | Олімпійський комітет Росії | 40.591   | Q       |
| 3     | 3     | Андреа Кассінеллі | Італія                     | 42.791   |         |
| 4     | 3     | Олег Гандей       | Україна                    | 44.163   |         |
| 1     | 4     | Денис Никиша      | Казахстан                  | 40.482   | Q       |
| 2     | 4     | Джордан П'єр-Жиль | Канада                     | 40.488   | Q       |
| 3     | 4     | Стейн Десмет      | Бельгія                    | 40.585   | q       |
| 4     | 4     | Кацунорі Койке    | Японія                     | 41.199   |         |
| 1     | 5     | Костянтин Івлієв  | Олімпійський комітет Росії | 40.272   | Q       |
| 2     | 5     | Джон-Генрі Крюгер | Угорщина                   | 40.407   | Q       |
| 3     | 5     | Робертс Крузбергс | Латвія                     | 40.430   | q       |
| 4     | 5     | Кентен Феркок     | Франція                    | 40.548   |         |
| 1     | 6     | Абзаль Ажгалієв   | Казахстан                  | 40.870   | Q       |
| 2     | 6     | Хван Те Хон       | Південна Корея             | 40.971   | Q       |
| 3     | 6     | Раян Півіротто    | США                        | 41.018   | q       |
| 4     | 6     | Іцхак де Лаат     | Нідерланди                 | No time  |         |
| 1     | 7     | Лю Шаоан          | Угорщина                   | 40.797   | Q       |
| 2     | 7     | Владислав Биканов | Ізраїль                    | 40.900   | Q       |
| 3     | 7     | Сунь Лун          | Китай                      | 42.871   | ADV     |
| 9     | 7     | Єнс вант Ваут     | Нідерланди                 | 99       | PEN     |
| 1     | 8     | У Дацзін          | Китай                      | 40.230   | Q       |
| 2     | 8     | П'єтро Сігель     | Італія                     | 40.350   | Q       |
| 3     | 8     | Сідней Чу         | Гонконг                    | 44.857   |         |
| 4     | 8     | Ділан Гогерверф   | Нідерланди                 | Без часу |         |

### Чвертьфінали
| Місце | Заїзд | Ім'я              | Країна                     | Час    | Нотатки |
| ----- | ----- | ----------------- | -------------------------- | ------ | ------- |
| 1     | 1     | Денис Никиша      | Казахстан                  | 40.355 | Q       |
| 2     | 1     | Павло Ситніков    | Олімпійський комітет Росії | 40.643 | Q       |
| 3     | 1     | Жень Цзивей       | Китай                      | 40.714 |         |
| 4     | 1     | Сунь Лун          | Китай                      | 40.779 |         |
| 5     | 1     | Аділь Галіахметов | Казахстан                  | 40.925 |         |
| 1     | 2     | У Дацзін          | Китай                      | 40.528 | Q       |
| 2     | 2     | П'єтро Сігель     | Італія                     | 40.644 | Q       |
| 3     | 2     | Робертс Крузбергс | Латвія                     | 40.694 | q       |
| 4     | 2     | Лю Шандор Шаолінь | Угорщина                   | 40.700 |         |
| 5     | 2     | Себастьян Лепап   | Франція                    | 46.814 |         |
| 1     | 3     | Костянтин Івлієв  | Олімпійський комітет Росії | 40.351 | Q       |
| 2     | 3     | Хван Те Хон       | Південна Корея             | 40.636 | Q       |
| 3     | 3     | Абзаль Ажгалієв   | Казахстан                  | 40.643 | q       |
| 4     | 3     | Стейн Десмет      | Бельгія                    | 40.718 |         |
| 5     | 3     | Джон-Генрі Крюгер | Угорщина                   | 40.844 |         |
| 1     | 4     | Лю Шаоан          | Угорщина                   | 40.386 | Q       |
| 2     | 4     | Стівен Дюбуа      | Канада                     | 40.494 | Q       |
| 3     | 4     | Владислав Биканов | Ізраїль                    | 41.157 |         |
| 4     | 4     | Раян Півіротто    | США                        | 41.841 |         |
| 5     | 4     | Джордан П'єр-Жиль | Канада                     |        | DNF     |

### Півфінали
| Місце | Заїзд | Ім'я              | Країна                     | Час    | Нотатки |
| ----- | ----- | ----------------- | -------------------------- | ------ | ------- |
| 1     | 1     | Костянтин Івлієв  | Олімпійський комітет Росії | 40.655 | QA      |
| 2     | 1     | П'єтро Сігель     | Італія                     | 40.847 | QA      |
| 3     | 1     | Павло Ситніков    | Олімпійський комітет Росії | 40.848 | QB      |
| 4     | 1     | Денис Никиша      | Казахстан                  | 41.005 | QB      |
| 5     | 1     | Робертс Крузбергс | Латвія                     | 41.870 |         |
| 1     | 2     | Лю Шаоан          | Угорщина                   | 40.157 | QA      |
| 2     | 2     | Абзаль Ажгалієв   | Казахстан                  | 40.462 | QA      |
| 3     | 2     | У Дацзін          | Китай                      | 40.478 | QB      |
| 4     | 2     | Стівен Дюбуа      | Канада                     | 40.825 | ADVA    |
|       | 2     | Хван Те Хон       | Південна Корея             |        | PEN     |

### Фінали

#### Фінал B
| Місце | Ім'я              | Країна                     | Час    | Нотатки |
| ----- | ----------------- | -------------------------- | ------ | ------- |
| 6     | У Дацзін          | Китай                      | 41.157 |         |
| 7     | Павло Ситніков    | Олімпійський комітет Росії | 41.217 |         |
| 8     | Денис Никиша      | Казахстан                  | 41.329 |         |
| 9     | Робертс Крузбергс | Латвія                     | 41.465 |         |

#### Фінал A
| Місце | Ім'я             | Країна                     | Час    | Нотатки |
| ----- | ---------------- | -------------------------- | ------ | ------- |
| 1     | Лю Шаоан         | Угорщина                   | 40.338 |         |
| 2     | Костянтин Івлієв | Олімпійський комітет Росії | 40.431 |         |
| 3     | Стівен Дюбуа     | Канада                     | 40.669 |         |
| 4     | Абзаль Ажгалієв  | Казахстан                  | 40.869 |         |
| 5     | П'єтро Сігель    | Італія                     |        | DNF     |